# Yacampis

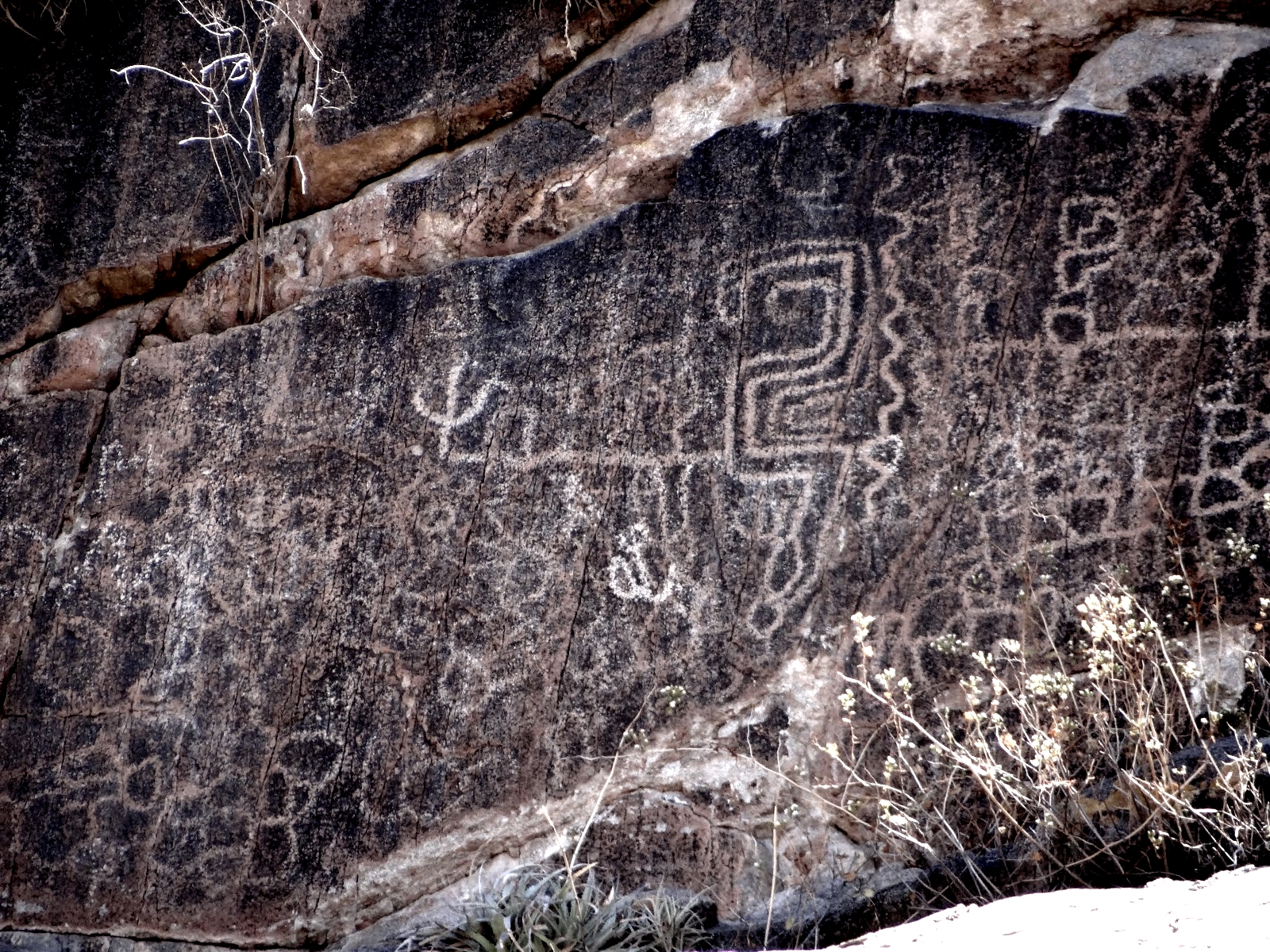
"Piedra Pintada", Villa San Agustín, Valle Fértil

Yacampis fue el nombre que los registros coloniales de mediados del siglo XVI le dan a grupos indígenas de habla cacán que habitaron dispersos la región de Valle Fértil y el valle del Río Bermejo en Argentina. Estos pueblos fueron reconocidos con el etnónimo yacampis, siendo utilizado por la administración colonial para referirse a un grupo indígena diferenciado como una parcialidad meridional de la amplia nación diaguita o pazioca que habitaron la provincia de La Rioja y el noreste de San Juan, hasta su abandono como categorías de reconocimiento étnico en los siglos XVIII y XIX. Sin embargo, no es sabido si este nombre era con el que  entre ellos se reconocían como grupo, o si tenían un nombre que los identificara. Este nombre étnico se originaría en un clan familiar que los funcionarios coloniales registraron para identificar a diversas grupos emparentados o no, que encontraron habitando la región.

## Etimología
En tanto exónimo colonial, el nombre yacampis no se podría relacionar con el que esos pueblos se identificaban a sí mismos. Incluso, estudios recientes apuntan a relacionar el origen de este nombre al de la familia o líder dominantes en la zona al momento del arribo de los españoles. En 1588 aparece en una cédula de encomienda al capitán Juan Baldovinos de Leyde el nombre de un líder llamado Capaya-Yacambis de la región Angacao (actualmente Jáchal). Junto a otros etnónimos que impusieron los colonizadores -por ejemplo, el exónimo capayán para referirse a los capayanes como etnia diferenciada-, originalmente podrían proceder de epónimos de los pueblos nativos, nombres con los que se conoció a eventos y personajes importantes asociados a la defensa del territorio, -como por ejemplo, en el valle Calchaquí se conoce a los pueblos calchaquíes por la referencia al cacique Juan Calchaquí, o el Tucumán, conocida como la tierra de Tuc'ma-, pero que no comportaban diferencias étnicas, culturales, religiosas, lingüísticas o de algún tipo con sus vecinos. El nombre aludiría a la estructura social de esos pueblos originarios que se organizaban políticamente a través de uniones matrimoniales entre linajes importantes para establecer alianzas territoriales, pero que la manipulación colonial de la administración de indios encomendados las extendió como categorías de identificación étnica. 

## Etnología de los yacampis
Este pueblo es clasificado como la parcialidad más meridional de la etnia pazioca que habitó el noroeste argentino. En la actualidad, los estudios etnológicos, etnohistóricos y arqueológicos dedicados a este grupo acuerdan en que los yacampis vivieron entre los años 1000 dC y 1562 d. C. en los valles y quebradas serranas de la sierra de Valle Fértil, donde existía un corredor interregional entre el Tucumán y la precordillera sanjuanina, conectándose con el lado occidental de los Andes (el país de los Chilis), y en el cual se desarrollaba una convivencia pluriétnica entre diversas parcialidades, principalmente estructurada a través de relaciones de linajes y no dentro de grupos étnicos. Las vinculaciones socioeconómicas que evidencia el tráfico de objetos entre uno y otro lado de los Andes nos hace pensar lo contrario a constituirse una "frontera étnica" como sostiene la teoría clásica sobre el poblamiento cuyano. Previo a la llegada hispánica, la circulación en el eje este-oeste entre la región chaqueña y el otro lado de la cordillera nos permitiría pensar en una vía permeable, no pudiendo probar diferencias entre naciones cuando  ni la antropología, ni la historia ni la lingüística no ha podido probar que a partir de los nombres que nos llegan al presente evidencian relaciones lingüística entre lenguas desaparecidas como el kakán y huarpe, y con lenguas con hablantes como el quechua y el mapudungún. 
Dada la diversidad de étnica presente en los primeros contacto con los conquistadores españoles, los yacampis han sido relacionados con otros pueblos de habla kakana ubicados en la zona para esa época, como los olongasta (ubicados alrededor de las salinas de los llanos del sureste riojano) o como los descendientes del encuentro entre paziocas y huarpes. Sin embargo, en una región dominada por vinculaciones interétnicas entre parcialidades diversas, es muy probable que se vincularan y diferenciaran dentro de una red social amplia a través de distintos territorios. Aunque sigue en discusión, según las crónicas tempranas del padre Luis de Valdivia a comienzos del siglo XVII, los hulungastas habrían sido una de las familias o casas de la parcialidad más meridional de los yacampis. Usualmente los nombres de las familias diaguitas llevaban la desinencia "gasta" para indicar el poblado de esa parcialidad. Sin embargo, estas deducciones quedan en los estudios antropológicos de los pueblos originarios de la región como hipótesis provisionales, ya que ante la falta de referencias precisas se podría aducir que la lengua kakana expresa una situación de multilingüísmo. Como no se puede saber a ciencia cierta si la terminación "gasta", usada en la toponimia lugareña y traducida simplemente como poblado, presenta el mismo valor o se diferencia en su procedencia a otras desinencias asignadas al kakán como "ao", "pis" o "bis", El tema sigue siendo un debate abierto. Del mismo modo, tampoco se sabe si los etnónimos barajados refieren a autónimos con los que estos pueblos se llamaban a sí mismos o fueron exónimos con los que otras parcialidades diaguitas conocían a estos pueblos. Los estudios históricos y antropológicos están adoptando una mirada más localizada sobre la organización política que estructura las nociones de etnicidad de cada parcialidad para esta región del continente.
La tosca evidencia histórica que nos llega al presente a través de la documentación hecha por funcionarios del gobierno colonial que no supieron ver las diferencias en las estructuras sociopolíticas de los diversos grupos ha vuelto dificultosa cualquier delimitación étnica de por dónde pasa la supuesta frontera entre todos estos. Incluso sería contrario a trazarla en un mapa. No obstante, la identidad yacampis en los registros históricos se ha mantenido distinguible de otras identidades étnicas vecina de habla kakana, como los capayanes (ubicados desde el Río Bermejo hasta la región del Río Jachal en San Juan, el valle de Guandacol y de Famatina en La Rioja, hasta la cordillera de los Andes al sur de Catamarca), o la olongasta, hacia los Llanos riojanos.

## Organización social
Como otras poblaciones de origen diaguita, los yacampis se establecieron en pequeñas aldeas alrededor de un titakín, un patriarca o cabeza de una familia que, como jefe tenía el poder político para influenciar, ordenar y decidir sobre el grupo. 
Dispersas en el territorio, cada una de estas aldeas era independiente de las otras, por lo que cada una poseía dominio sobre los recursos. Estas aldeas se organizaban como familias extensas, es decir, que varias generaciones convivían en la misma casa o conjunto de casas formaba la aldea. El referente de cada aldea organizaba los trabajos del grupo y la defensa.
Este poder de la cabeza de familia como líder del grupo era heredado entre sus hijos. Como el poder quedaba dentro del círculo familiar cercano, cada parcialidad quedaba identificada con un nombre de familia o de un referente ancestral que vinculaba a todo el grupo  a un territorio específico (Managuas, Caligua, Sapatay, entre otros). La organización social de la aldea se habría orientado en gran medida a la defensa del territorio de otras parcialidades vecinas, por lo cual los jefes étnicos y aspirantes a este título dentro de los herederos debían demostrar su valentía como guerrero y, a la vez, debía ser capaz de negociar la paz con sus vecinos. 
Desde mediados del siglo XV, la zona quedó integrada al Imperio Inca  A partir de entonces, el poder de estos caciques aumentó, ya que su jefatura suponía el control del tributo que entregaban a los gobernantes incaicos, quienes, a su vez, lo redistribuían entre la población.

## Modo de subsistencia
Como otros pueblos serranos del noroeste argentino, desarrollaron técnicas avanzadas para la agricultura. Siguiendo la tradición andina, desarrollaron  grandes escalones o terrazas, utilizando piedras y tierra para construir sobre las laderas de las montañas. Como el territorio de Valle Fértil y los Llanos riojanos se caracteriza por la aridez y la escasez de agua, los yacampis almacenaban el agua haciendo diques y embalses, desviando el curso de los flujos de agua. El manejo del agua como recurso escaso mediante canales o acequias para regar sus cultivos que lograban como maíz, porotos, calabazas y papas. De la recolección del fruto del árbol del algarrobo hacían harina. Además, explotaron su madera y leña. La cría de llamas les permitía obtener carne, lana y abono para los cultivos, además de servirles para· transportar carga. Cazaban venados y guanacos para obtener carne, cuero y huesos.
La tecnología de esta gente utilizaba la piedra en puntas de flechas, hachas, cuchillos, raspadores, cuentas para collares y pipas. Prueba de esto es la cultura alfarera que desarrollaron, que asociarían la región de Valle Fértil y de los Llanos riojanos con material lítico y cerámico procedente de la famosa Cultura de la Aguada (característica por su cerámica con motivos pintados e incisos, con estructuras de piedras de colores) y de Angualasto (cerámica hecha de pasta y con decoración), cuna de la avanzada cultura del noroeste argentino.
Las primeras crónicas de los conquistadores de la zona (como la de Gerónimo de Bibar realizada en 1551), mencionan que los grupos humanos que vivían en el valle del Bermejo y en Valle Fértil eran muy numerosos y vivían fundamentalmente de la ganadería de la llama, complementada con la recolección y práctica de la agricultura con riego. Las investigaciones históricas recientes indican que el desarrollo de estas actividades permitió que con el dominio hispánico a partir del siglo XVII estos indígenas fuesen empleados en las estancias españolas como criadores y cuidadores de ganado, llegando a establecerse una forma especialización de ese tipo de trabajo en la región. A su vez, esto provocó que se adoptaran a lo largo del tiempo referencias a sus oficios en los apellidos de los pobladores locales.

## Pueblos indígenas extintos de Argentina
El pueblo yacampis conoció su fin durante la primera mitad del siglo XVII, cuando Yacampis y Capayanes se sumaron al levantamiento aborigen del noroeste argentino liderados por el cacique Chelemín, conocido en la historiografía como el "Gran Alanzamiento Diaguita".
Lo sucedido con el pueblo yacampis está poco documentado, siendo los pocos registros existentes referidos a los antiguos pueblos indígenas de Valle Fértil. Desde la última década del siglo XVI, cuando la avanzada española con base en San Juan de la Frontera, empezó a incursionar dentro de la región conocida como Chaj-Paj-Nai (actual Departamento de Valle Fértil, nombre que alude a su antigua designación en idioma nativo), de a poco la colonización de la región reclutó a sus habitantes originarios en las primeras encomiendas coloniales, en las que la Corona le otorgaba a los colonizadores y conquistadores mercedes de indígenas, conformando los contingentes de mano de obra que trabajaría en las primeras haciendas coloniales. 
Posteriormente, hacia 1600 la Compañía de Jesús se instaló en la región, incidiendo en el proceso de aculturamiento de los yacampis convirtiéndolos en cristianos. A pesar de la insistencia jesuita en la evangelización indígena, los cultos yacampis no fueron suplantados por el dogma cristiano, sino que se adaptaron en un sincretismo religioso en el que hasta la actualidad se reproducen patrones culturales originarios. Un ejemplo es el culto a La Patroncita, en Villa San Agustín de Jauregui, donde la fe católica se completa con mitos indígenas, incluso, el lugar donde hoy se encuentra instalado es vecino al antiguo pueblo de la Aguaca, ubicada en el antiguo del pueblo de indios.
Los primeros conflictos interétnicos entre españoles y yacampis acontecieron durante esta época, cuando los indios encomendados se rebelaron en 1604 porque el encomiendero Toribio de Dueñas explotaba y maltrataba a los indígenas. El levantamiento yacampis produjo el ajusticiamiento del colono y el saqueamiento de la hacienda ubicada en las Tumanas. La respuesta de los peninsulares no se hizo esperar y fue ejemplificadora. El 23 de diciembre de 1604, algunos caciques de Valle Fértil fueron castigados por asesinar a su encomendero y a otros españoles: "Sumariado el grupo de prisioneros, con las formalidades rápidas y ejecutivas del juicio militar sobre el campo de batalla, se condenó a diecisiete de ellos a los cuales, después de haberlos mandado confesar y comprar bulas para absolverlos por ellas, les hizo dar muerte y los mandó poner en la plaza de esta ciudad (San Juan) en una horca de cuatro pilares, todos consecutivamente colgados del pescuezo y en un pilar de dicha horca un letrero con grandes letras que decía: POR TRAIDORES A LA REAL CORONA. Y habiéndolos tenido colgados todo el día, mandó quitarlos y cortar cabeza y a los demás indios, después de haber puesto presos a los más agresores, les hizo un parlamento dándoles a entender que estaban perdonados en nombre de su majestad y que no saliesen un punto de donde se los quería ubicar y hacer población, que había de ser cerca de la ciudad. "
Este fue el comienzo de un proceso represivo y amansamiento de las poblaciones autóctonas de la región, al cual le sucedieron otros de menor importancia. En 1634 los últimos yacampis de Valle Fértil se plegaron al alzamiento dirigido por el titakin de Andalgalá, Juan Chelemín. Una vez sofocada la rebelión en 1640, los pueblos rebelados fueron exterminados y desnaturalizados los sobrevivientes.

## Etnocidio yacampis
Dominados primero por los incas y luego por los españoles, este pueblo ha puesto resistencia a cada avance conquistador en sus dominios, construyendo su identidad de gente indómita. Con la represión militar y la persecución cultural, los pobladores fueron desalojados a otros territorios al ser relocalizados por la fuerza a los alrededores de San Juan. Algunos sufrieron el desarraigo al ser trasladados a Chile o huyeron para evitar su dominación. Otros en cambio, se asimilaron a la cultura de los conquistadores a través del mestizaje y perdieron su identidad durante generaciones.
Con el fin de desarrollar un estudio general de la formación de identidades étnicas actuales entre los pueblos originarios argentinos, la historia de la extinción de los pueblos indígenas de Argentina deben completarse con la historia del etnocidio de los pueblos indígenas del Tucumán y del país de Cuyo a manos de las fuerzas coloniales.